# Веслав Шмигел
Вѐслав А̀нджей Шмѝгел (на полски: Wiesław Andrzej Śmigiel) е полски римокатолически духовник, хабилитиран доктор по богословие, преподавател в Люблинския католически университет, викарен епископ на Пелплинската епархия и титулярен епископ на Беатия (2012 – 2017), епископ на Торунската епархия от 2017 година.

## Биография
Веслав Шмигел е роден на 3 януари 1969 година в град Швече. Завършва 1-ви общообразователен лицей в Бидгошч, През 1988 година започва да учи във Висшата духовна семинария в Пелплин. Дипломира се като мигистър по богословие през 1994 година. На 29 май същата година е ръкоположен за свещеник, след което служи като викарий в енорията „Св. Троица“ в Кошчежина. Специализира пасторална теология в Люблинския католически университет (1998 – 2000). От 2001 година е преподавател в университета. През 2003 година защитава докторска дисертация по пасторална теология на тема: „Религиозното четене като средство за религиозно формиране на верните. Теологично-пасторална студия“ (на полски: Czytelnictwo religijne jako środek formacji religijnej wiernych. Studium teologiczno-pastoralne). В 2010 година му е присъдена научна степен хабилитиран доктор. На следващата година е избран за ръководител на Катедрата по пасторална теология (2011 – 2014). На 24 март 2012 година папа Бенедикт XVI го номинира за викарен епископ на Пелплинската епархия и титулярен епископ на Беатия. Приема епископско посвещение (хиротония) на 21 април в Пелплинската катедрала от ръката Славой Лешек Глудж, гдански архиепископ, в съслужие с Хенрик Мушински, почетен гнезненскки архиепископ и Анджей Суски, торунски епископ. На 11 ноември 2017 година папа Франциск го номинира за епископ на Торунската епархия. Приема канонично епархията на 8 декември и влиза в Торунската катедрала като епископ на 10 декември.